# Algemeen verslag over de armoede
In 1992 werd door de Belgische regering beslist dat er een "Algemeen verslag over de armoede" gemaakt moest worden, om de inspanningen voor armoedebestrijding beter te kunnen coördineren. Het werd in 1994 gepubliceerd. Het is te vinden op de site van de Koning Boudewijnstichting (bij publicaties).
Het speciale aan dit verslag is dat de "mensen die in armoede leven" een erg groot deel van de inhoud hebben geleverd. De totstandkoming van het "AVA", in dialoog tussen de OCMW's  en de mensen zelf via de zogenaamde "Verenigingen waar de armsten het woord nemen"  is een erkenning van hun kennis en hun strijd om tot een beter leven te komen. De mensen die in armoede leven werden eindelijk erkend als gelijkwaardige gesprekspartner: een primeur, niet alleen in België. Sindsdien heeft onder meer de POD Maatschappelijke Integratie ervaringsdeskundigen in de armoede en sociale uitsluiting aangeworven. 
Als gevolg van dit verslag hebben de federale en regionale regeringen (onder andere) een "Steunpunt tot bestrijding van armoede, bestaansonzekerheid en sociale uitsluiting" opgericht. Dat steunpunt overlegt  verder met de mensen die in armoede leven en hun verenigingen, geeft beleidsadviezen aan de regering(-en) en maakt elke 2 jaar een opvolgingsverslag op. In 2004 is er ook een balans opgemaakt over de realisaties na 10 jaar Algemeen Verslag.